# Drake Bell
Jared Drake Bell, född 27 juni 1986 i Santa Ana, Kalifornien, är en amerikansk skådespelare och singer-songwriter. Bell var med i TV-programmet Drake & Josh på Nickelodeon och spelade rollen Totally Kyle i The Amanda Show och en av huvudrollerna i filmen Superhero movie (2008). Han är även frontfigur i bandet Drake Bell, tidigare Drake 24/7.
Han gör även rösten till Peter Parker/Spiderman i TV-serien Ultimate Spider-Man.

## Filmer & tv-serier (urval)
- Drifting School (1995)
- Jerry Maguire (1996)
- High Fidelity (2000)
- Drake & Josh (2004–2007, TV-sitcom)
- Yours, Mine and Ours (2005)
- College (2008)
- Superhero Movie (2008)
- A Fairly Odd Movie: Grow Up, Timmy Turner! (2011, TV-film)
- icarly (1 avsnitt iBloop, 2010)
- American Satan (2017)

## Diskografi
Album
- 2005 – Telegraph
- 2006 – It's Only Time
- 2014 – Ready Steady Go!